# Eunápio de Queiroz
Pour les articles homonymes, voir Gouveia et Queiroz (homonymie).
Eunápio Gouveia de Queiroz, né le 22 août 1919, est un ancien arbitre brésilien de football. Il a officié internationalement de 1958 à 1967. 

## Carrière
Il a officié dans des compétitions majeures : 
- Championnat du Rio Grande do Sul de football 1962 (finale)
- Taça Brasil 1962 (finale sur terrain neutre)
- JO 1964 (2 matchs)
- Copa América 1967 (2 matchs)